# 1,2-二(二甲基胂基)苯四羰基钼
1,2-二(二甲基胂基)苯四羰基钼是一种有机钼化合物，化学式为Mo(CO)4(diars)，其中diars为1,2-二(二甲基胂基)苯配体。它可由六羰基钼和diars在150 °C反应制得。它和碘在沸腾的四氯化碳中反应，可以得到Mo(CO)2(diars)I2；在沸腾的氯仿中反应，可以得到Mo(CO)2(diars)I3。